# 武克·德拉什科维奇
武克·德拉什科维奇（错误：{{IPA}}：無法辨識語言標籤 v̞ûːk drâʃkɔvit͡ɕ，1946年11月29日—）生于塞尔维亚日蒂什泰梅贾）是塞尔维亚复兴运动主席，曾任南斯拉夫副总理、塞尔维亚外交部长。
德拉什科维奇1968年毕业于贝尔格莱德大学法学院。1969年至1980年他是南斯拉夫国家通讯社的记者。他还南斯拉夫共产党的成员、前南斯拉夫主席米卡·什皮利亚克的参谋长。德拉什科维奇还写了几部长篇小说。